# Il truffacuori
Il truffacuori (L'Arnacœur) è un film del 2010 diretto da Pascal Chaumeil.

## Trama
(Presentazione di Alex)
Alex, insieme a sua sorella Mélanie e al cognato Marc, gestisce una piccola agenzia specializzata nel "salvataggio" di donne sfortunate in amore: su richiesta di parenti o amici, interviene seducendo la donna in questione, lasciando tutto su un piano esclusivamente platonico, affinché ella apra gli occhi e lasci il fidanzato sbagliato per cercarne uno che le faccia sentire bene come ha fatto Alex. Per questo utilizza il suo fascino e la sua tecnica ben rodata, oltre a dei metodi di spionaggio sofisticati per seguire la vita delle sue "prede" e scoprire le loro debolezze.
Un giorno gli viene proposto il caso di Juliette, una ricca ereditiera figlia di un grossista di fiori, che ha trovato l'amore della sua vita nel bell'inglese Jonathan. All'inizio Alex si rifiuta, dato che lui lavora solo a casi di coppie non felici (mentre Juliette e Jonathan sembrano essere veramente innamorati e perfetti l'uno per l'altra). Tuttavia, a causa del rosso in bilancio poiché enormemente indebitato con uno strozzino a causa delle sue sontuose spese per l'azienda, Alex è costretto a mettere da parte i suoi princìpi e ad accettare il lavoro: ha solo cinque giorni prima che il matrimonio abbia luogo.
Alex si reca dunque al Principato di Monaco, dove diventa la guardia del corpo di Juliette in modo da avere un contatto costante con lei. I due si conoscono meglio e Alex finge che gli piacciano le stesse cose che piacciono a lei, come il formaggio Roquefort, la musica di George Michael e Dirty Dancing (che non aveva mai visto prima di allora). Alla fine però i due sviluppano realmente dei sentimenti reciproci, ma l'arrivo anticipato di Jonathan impedisce che le cose vadano oltre. La notte prima del matrimonio Juliette, irrequieta, si tranquillizza passando momenti divertenti insieme ad Alex, al quale poi confida un evento molto doloroso: quando aveva vent'anni si mise insieme al cantante di un gruppo metal indipendente seguendolo in giro per il mondo con l'amica Sophie, che invece si era messa col batterista; la cosa durò quasi un anno, ma quando purtroppo un giorno sua madre morì, Juliette non era presente al funerale: suo padre l'ha perdonata dopo diverso tempo, mentre lei non è ancora riuscita a farlo con sé stessa dopo dieci anni. Probabilmente è a causa del senso di colpa che ha deciso di cambiare modo di vivere, lasciando la scuola di business, studiando enologia e poi finendo per fidanzarsi con Jonathan, il quale, pur essendo una bravissima persona, non le dà emozioni. All'alba seguente Juliette confessa ad Alex ciò che prova per lui; Alex inizialmente segue il suo solito copione ma, rendendosi conto che non può stare con lei dopo che l'ha ingannata, lo cambia bruscamente e le dice che dovrebbe sposarsi con Jonathan come previsto.
Di mattina, mentre il gruppo lascia l'hotel, Marc fa cadere inavvertitamente il fascicolo su Juliette proprio davanti a lei, che a questo punto si rende conto che suo padre ha assunto Alex per cercare di fermare il matrimonio. All'aeroporto Mélanie, dopo aver osservato attentamente ciò che è successo negli ultimi giorni, rimprovera Alex per essersi allontanato dal vero amore per tornare a una vita vuota, e così il fratello decide di tornare immediatamente da Juliette.
Nel frattempo, mentre percorrono la navata, il padre di Juliette le dice che, sebbene Jonathan sia senz'altro un brav'uomo, si annoierà con lui, aggiungendo che Alex ha rifiutato di accettare qualsiasi compenso per il lavoro svolto. Juliette decide allora di fuggire dalla cerimonia per andare incontro ad Alex; quest'ultimo le confessa di odiare il formaggio Roquefort e la musica di George Michael, che prima d'incontrarla non aveva mai visto Dirty Dancing, di essere al verde e di dormire nel proprio ufficio, ma che ha bisogno di vederla ogni giorno. I due si scambiano un lungo bacio.
Mentre scorrono i titoli di coda, al matrimonio oramai interrotto viene rivelato che lo strozzino a cui Alex doveva dei soldi lavora in realtà proprio per il padre di Juliette, mentre Sophie, la sfacciata e ninfomane amica di Juliette, flirta con Jonathan. Più tardi, Mélanie e Marc provano a mandare avanti l'azienda da soli, ma Marc non ha il fascino di Alex per riuscirci.

## Riconoscimenti
- 2010 – City of Lights, City of Angels[1]
  - Premio speciale (Premio del Pubblico)
- 2011 – Premio César[2]
  - Candidatura per il miglior film
  - Candidatura per il miglior attore a Romain Duris
  - Candidatura per il miglior attore non protagonista a François Damiens
  - Candidatura per la miglior attrice non protagonista a Julie Ferrier
  - Candidatura per la miglior opera prima
- 2010 – Satellite Award[3]
  - Candidatura per il miglior attore in un film commedia o musicale a Romain Duris
- 2011 – Premio Magritte[4]
  - Candidatura per il miglior attore non protagonista a François Damiens